# Rolling Oaks
Rolling Oaks é uma antiga Região censo-designada localizada no estado americano da Flórida, no Condado de Broward.

## Demografia
Segundo o censo americano de 2000, a sua população era de 1291 habitantes.

## Geografia
De acordo com o United States Census Bureau tem uma área de 6,6 quilômetros quadrados, dos quais 6,6 quilômetros quadrados cobertos por terra e 0,0 quilômetros quadrados cobertos por água.

## Localidades na vizinhança
O diagrama seguinte representa as localidades num raio de 8 quilômetros ao redor de Rolling Oaks.